# Oxyurichthys guibei
Espèce
Oxyurichthys guibei est une espèce de poisson de la famille des gobiidés.

## Distribution
Cette espèce marine démersal est endémique des eaux de l'île de La Réunion dans le sud-ouest de l'océan Indien.

## Description
Elle mesure jusqu'à 130 mm.

## Publication originale
- Smith, 1959 : Gobioid fishes of the families Gobiidae, Periophthalmidae, Trypauchenidae, Taenioididae and Kraemeriidae of the western Indian Ocean. Ichthyological Bulletin of the J. L. B. Smith Institute of Ichthyology, n. 13, p. 185-225.